# Церква святого Юрія (Збараж)
Церква святого Юрія в Збаражі — парафія і храм греко-католицької громади Збаразького деканату Тернопільсько-Зборівської архієпархії Української греко-католицької церкви в місті Збараж Тернопільського району Тернопільської области.

## Історія церкви
Парафія була утворена у 2007 році, а храм, спроєктований архітектором Михайлом Нетриб'яком, збудовано у 2010 році. 5 травня 2010 року престол освятив митрополит Василій Семенюк.
При парафії діють: братство Матері Божої Неустанної Помочі, спільнота «Матері в молитві», Марійська та Вівтарна дружини. На території парафії також розташована каплиця Покрови Пресвятої Богородиці.

## Парохи
- о. Андрій Парастюк (з 2008).